# John Adam (actor)
John Adam (Brisbane) es un actor australiano, más conocido por haber interpretado a Nick Buchanan en la serie City Homicide y a Luke Cunningham en la serie Home and Away.

## Carrera
El 12 de enero de 1993 se unió al elenco principal de la serie Home and Away donde interpretó al maestro Luke Cunningham, el hermano de Bill Cunningham (Craig Beamer) hasta el 27 de julio de 1994 después de que su personaje decidiera irse de la bahía para cuidar de su hermano luego de enterarse de que su madre se había enfermado. Anteriormente John había aparecido como invitado en la serie interpretando en siete episodios al soldado Dave Porter, el amigo de Ben Lucini (Julian McMahon) del 27 de febrero de 1990 hasta el 8 de marzo del mismo año. El 12 de julio de 2016 John volvió a aparecer en la serie como personaje recurrente ahora dando vida a Atticus Decker, un oficial federal de la policía que protege a la familia Morgan mientras se encuentran en protección a testigos hasta el 1 de diciembre de 2016 después de que su personaje fuera asesinado luego de recibir un disparo. 
En 1997 se unió al elenco recurrente de la serie policíaca Water Rats donde interpretó al comerciante Michael Jeffries, quien sale brevemente con la detective Rachel Goldstein (Catherine McClements).
En 1999 apareció como invitado en varios episodios de la serie médica All Saints donde interpretó al doctor Tom Snowden, hasta el 2000.
Ese mismo año apareció en la exitosa serie de ciencia ficción Farscape donde interpretó a Bekhesh, el líder de un grupo de mercenarios Tavlek, hasta el 2001. En el 2002 volvió a aparecer como invitado en la serie ahora dando vida a Raa'Keel durante el episodio "Lava's a Many Splendored Thing", finalmente su última aparición en la serie fue en el 2003 donde interpretó a un alíen en el episodio "Bad Timing".
En el 2000 apareció en el video comercial para "Ford Australia".
Ese mismo año apareció como invitado en la serie Above the Law donde interpretó al detective sargento John Morgan.
Entre el 2002 y el 2003 apareció en el comercial "Kia Carnival".
En el 2004 se unió al elenco de la miniserie Farscape: The Peacekeeper Wars donde interpretó al sargento Learko, un Luxano quien estaba bajo el comando de Ka Jothee (Nathaniel Dean) durante el tiempo de la guerra "Peacekeeper/Scarran", Learko muere luego de que un Scarran lo apuñalara luego de entrar en el templo. John también interpretó al teniente Jatog.
En el 2009 se unió al elenco principal de la tercera temporada de la serie policíaca City Homicide donde dio vida al detective sargento de la policía Nick Buchanan, un miembro del escuadrón de homicidios hasta el final de la serie en el 2011.
El 4 de junio de 2013 apareció como personaje recurrente de la serie australiana Neighbours donde interpretó al entrenador de natación Don Cotter, quien fue breve entrenador de Joshua "Josh" Willis (Harley Bonner), hasta el 9 de julio del mismo año después de que su personaje se fuera de Erinsborough luego de que se descubriera que le daba drogas a los atletas para que mejoraran su rendimiento.
En el 2014 se unió al elenco recurrente de la miniserie Never Tear Us Apart: The Untold Story of INXS donde interpretó a Kelland "Kel" Hutchence, el padre del vocalista Michael Hutchence (Luke Arnold).
Ese mismo año apareció en la obra de teatro The King and I donde interpretó a Edward Ramsey y al capitán Orton, en la obra compartió créditos con la actriz Lisa McCune.

## Filmografía

### Series de televisión
| Año         | Serie                                         | Personaje               | Notas                                       |
| ----------- | --------------------------------------------- | ----------------------- | ------------------------------------------- |
| 2016        | Home and Away                                 | Atticus Decker          | 16 episodios                                |
| 2014        | Never Tear Us Apart: The Untold Story of INXS | Kelland "Kel" Hutchence | 2 episodios - miniserie                     |
| 2013        | Neighbours                                    | Don Cotter              | 12 episodios                                |
| 2009 - 2011 | City Homicide                                 | Det. Sgt. Nick Buchanan | 44 episodios                                |
| 2009        | Underbelly: A Tale of Two Cities              | Abogado                 | episodio "The Reckoning"                    |
| 2004        | Farscape: The Peacekeeper Wars                | Sgt. Learko / Lt. Jatog | 2 episodios - miniserie                     |
| 2003        | Always Greener                                | Bryce Richards          | episodio "What a Difference a Year Makes"   |
| 2002        | Bad Cop, Bad Cop                              | Toby Mahler             | episodio "A Joint Venture"                  |
| 2002        | Stingers                                      | Gebe Rubin              | episodio "A Girl's Best Friend"             |
| 2002        | Sir Arthur Conan Doyle's The Lost World       | Cha-Zu                  | episodio "Ice Age"                          |
| 1999, 2001  | Farscape                                      | Bekhesh                 | 3 episodios                                 |
| 2001        | BeastMaster                                   | Rolan                   | episodio "Slayer's Return"                  |
| 2000        | Above the Law                                 | Det. Sgt. John Morgan   | 5 episodio                                  |
| 1999 - 2000 | All Saints                                    | Dr. Tom Snowden         | 5 episodios                                 |
| 1997        | Water Rats                                    | Michael Jeffries        | 7 episodios                                 |
| 1993 - 1994 | Home and Away                                 | Luke Cunningham         | 223 episodios                               |
| 1992        | G.P.                                          | Mr. Sean Jones          | episodio "A Special Kind of Person: Part 1" |
| 1991        | A Country Practice                            | Rick Morrison           | 2 episodios                                 |

### Películas
| Año  | Título                    | Personaje     | Notas |
| ---- | ------------------------- | ------------- | --- |
| 1998 | 13 Gantry Row             | Peter         | junto a Rebecca Gibney, Nicholas Hammond, Erik Thomson, Marshall Napier, Doris Younane y Michael Caton          |
| 1998 | Chameleon                 | Agente Quinn  | junto a Bobbie Phillips, Eric Lloyd, Jerome Ehlers, Nicholas Bell, Anthony Simcoe, Inge Hornstra y Laurie Foell |
| 1998 | Cherish                   | Primer Hombre | corto - junto a Russell Page, Jack Aisbett, Stephen Lance, Vanessa Walker y Melanie Vanderwall                  |
| 1988 | A Waltz Through the Hills | Adulto        | junto a Dan O'Herlihy, Ernie Dingo, Andre Jansen, Tina Kemp, Geoffrey Atkins y Michael Carman                   |
| 1975 | The Olive Tree            | -             | junto a Alan Cassell, Faith Clayton y Robert van Mackelenberg                                                   |

### Documentales
| Año  | Título    | Personaje     | Notas                                 |
| ---- | --------- | ------------- | ------------------------------------- |
| 2011 | The Kings | Harold Kimbar | documental                            |
| 2000 | The Track | Wentworth     | episodio "A Rough Start" - documental |

### Apariciones
| Año  | Programa       | Notas           |
| ---- | -------------- | --------------- |
| 1996 | Bad Influence! | episodio # 4.14 |

### Director y cinematografía
| Año  | Título    | Notas                    |
| ---- | --------- | ------------------------ |
| 2011 | The Kings | documental - co-director |

### Teatro
| Año        | Obra                    | Personaje     | Director (a)      | Teatro           | Notas                                                                    |
| ---------- | ----------------------- | ------------- | ----------------- | ---------------- | ------------------------------------------------------------------------ |
| 2014       | The King and I          | Edward Ramsey | Chris Renshaw     | Princess Theatre | junto a Lisa McCune, Adrian Li Donni y Lou Diamond Phillips              |
| 2012       | The School for Wives    | Arnolde       | Lee Lewis         | Princess Theatre | junto a Harriet Dyer, Damien Richardson y Meyne Wyatt                    |
| 2011       | Hamlet                  | Claudius      | Simon Phillips    | Sumner Theatre   | junto a Ewen Leslie, Pamela Rabe, Brian Vriends y Lachlan Woods          |
| 2011       | 'Tis Pity She's a Whore | Soranzo       | Marion Potts      | Merlyn Theatre   | junto a Richard Piper, Chris Ryan, Benedict Samuel y Alison Whyte        |
| 2010       | Dead Man's Cell Phone   | -             | Peter Evans       | Sumner Theatre   | junto a Daniel Frederiksen, Emma Jackson, Sue Jones y Lisa McCune        |
| 2002       | Frost/Nixon             | David Frost   | Roger Hodgman     | -                | junto a Bruce Myles, Marshall Napier, Neil Pigot y Kat Stewart           |
| 2006       | Woman In Mind           | -             | Gale Edwards      | Drama Theatre    | junto a Noni Hazlehurst, Deborah Kennedy y Andrew McFarlane              |
| 2006       | The Peach Season        | Joe           | David Berthold    | Stables Theatre  | junto a Maggie Blinco, Maeve Dermody, Alice Parkinson y Scott Timmins    |
| 2005, 2006 | The Give and Take       | Jim           | Peter Evans       | Drama Theatre    | junto a Drew Forsythe, Alyssa McClelland, Garry McDonald y Rupert Reid   |
| 2002       | The Glass Menagerie     | -             | Jennifer Flowers  | -                | junto a Marcus Graham, Robyn Nevin y Eloise Oxer                         |
| 2002       | The Virgin Mim          | Jeremy Swain  | Tony McNamara     | Wharf Theater    | junto a Ed Harris, Jeremy Sims y Felix Williamson                        |
| 2001       | Julius Caesar           | Marcus Brutus | John Bell         | Drama Theatre    | junto a Christopher Stollery, John Batchelor y Genevieve Hegney          |
| 1999       | Macbeth                 | -             | Ian Judge         | Drama Theatre    | junto a Peter Carroll, Peter Cousens, Vanessa Downing y Colin Friels     |
| 1998       | Fred                    | -             | Mary-Anne Gifford | -                | junto a Matt Day, Claudia Karvan, Jacek Koman y Jacki Weaver             |
| 1996       | Much Ado About Nothing  | -             | John Bell         | Canberra Theatre | junto a Craig Ilott, Ivar Kants, Christine Mahoney y Anna Volska         |
| 1992       | The Merchant of Venice  | -             | Carol Woodrow     | Royal Theatre    | junto a Tara Morice, John Bell, Grant Bowler y Suzi Dougherty            |
| 1992       | Richard III             | -             | John Bell         | Royal Theatre    | junto a Tara Morice, Grant Bowler y Suzi Dougherty                       |
| 1992       | Hamlet                  | -             | John Bell         | Royal Theatre    | junto a Grant Bowler, Suzi Dougherty, Tara Morice y Christopher Stollery |